# Clã Shimazu

kamon do Clã Shimazu

O clã Shimazu (島津氏, Shimazu-shi) foi um clã daimyo da região (han) de Satsuma, que se disseminou pelas províncias japonesas de Satsuma, Ōsumi e Hyūga.

## História

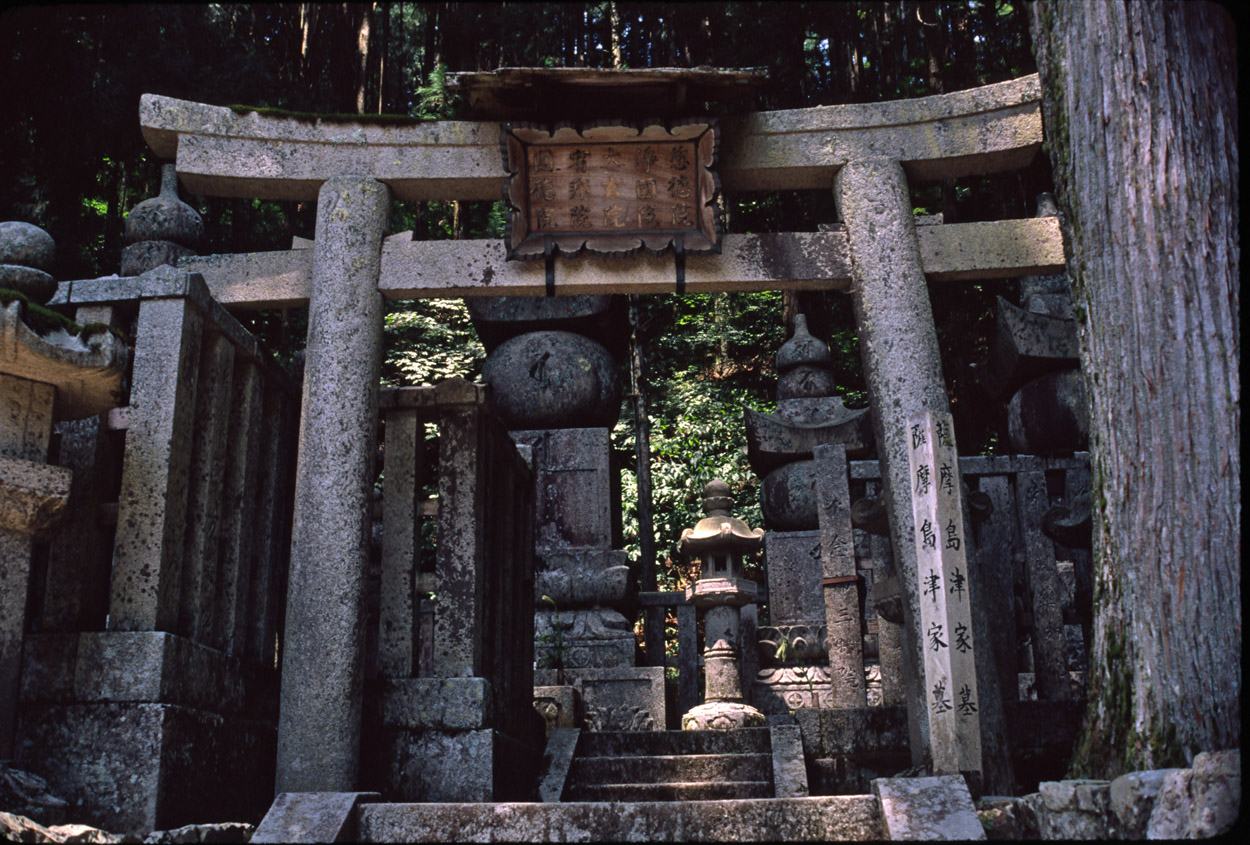
Túmulo da família Shimazu no Monte Kōya.

Os Shimazu eram descendentes do ramo familiar Seiwa Genji o poderoso clã Minamoto. O fundador, Shimazu Tadahisa (falecido em 1227), o filho do shogun Minamoto no Yoritomo (1147-1199) e irmão de Hiki Yoshikazu. A esposa de Tadahisa era a filha de Koremune Hironobu, descendente do clã Hata, do qual tomou o nome Tadahisa.
Tadahisa recebeu o "domínio" de Shioda na província de Shinano em 1186 e, em seguida, foi nomeado shugo da província de Satsuma. Enviou a Honda Sadachika para tomar posse da província em seu nome e acompanhar Yoritomo na sua expedição a Mutsu em 1189. Tadahisa foi para Satsuma em 1196; colocou sob seu controle as províncias Hyuga e Ōsumi; e construiu um castelo no "domínio" de Shimazu (Hyuga), cujo nome foi mais tarde adotado.
Os Shimazu foram uma das famílias daimyo do período Edo que havia tido a posse do seu território continuamente desde o período Kamakura, e no seu auge tornou-se numa das famílias tozama mais ricas e poderosas, com uma renda de mais de 700 mil koku.
O chefe do clã XIX, Yoshihiro ( 1535 - 1619 ),era o então daimyo no momento em que a Batalha de Sekigahara teve início, na criação do xogunato Tokugawa, e no cerco de Osaka. Porém, o seu sobrinho e sucessor, Shimazu Tadatsune, detinha um poder significativo durante as duas primeiras décadas do século XVII, e organizou a invasão Shimazu do reino de Ryukyu (atual Okinawa) em 1609. Tokugawa permitiu a invasão visto que querer apaziguar os Shimazu e evitar possíveis levantes depois de terem perdido em Sekigahara.  Os benefícios comerciais recebidos e o prestígio político de ser a única família daimyo no controle de todo um estado estrangeiro, assegurou e fortaleceu a posição da família como uma das mais poderosas famílias de daimyo no Japão daquela época.

## Ordem de sucessão
1. Shimazu Tadahisa
2. Shimazu Tadatoki[4]
3. Shimazu Hisatsune[4]
4. Shimazu Tadamune
5. Shimazu Sadahisa[4]
6. Shimazu Ujihisa
7. Shimazu Motohisa
8. Shimazu Hisatoyo
9. Shimazu Tadakuni
10. Shimazu Tatsuhisa
11. Shimazu Tadamasa
12. Shimazu Tadaharu
13. Shimazu Tadataka
14. Shimazu Katsuhisa
15. Shimazu Takahisa
16. Shimazu Yoshihisa
17. Shimazu Yoshihiro
18. Shimazu Tadatsune
19. Shimazu Mitsuhisa
20. Shimazu Tsunataka
21. Shimazu Yoshitaka
22. Shimazu Tsugutoyo
23. Shimazu Munenobu
24. Shimazu Shigetoshi
25. Shimazu Shigehide
26. Shimazu Narinobu
27. Shimazu Narioki
28. Shimazu Nariakira
29. Shimazu Tadayoshi (2º)
30. Shimazu Tadashige
31. Shimazu Tadahide
32. Shimazu Nobuhiso

## Outros membros
- Shimazu Sanehisa
- Shimazu Shigehide

## Súbditos destacados
- Ijuin Tada'aki
- Ijuin Tada'ao
- Ijuin Tadamune
- Ijuin Tadazane
- Yamada Arinobu
- Yamada Arinaga
- Saigō Takamori
- Shō Nei, rei de Ryūkyū
- Shō Tai, rei de Ryūkyū